# Бутмир
Бутмир је сарајевско насеље у близини Илиџе, у Сарајевском кантону. На подручју Бутмира живи око 5 хиљада становника. Бутмир је познат као археолошко налазиште у коме су пронађене ископине још из доба неолита.

## Географија
Бутмир се налази у Сарајевској долини. Поред њега протиче мали поток који се у улива у ријеку Жељезницу у центру Илиџе. Илиџа се налази западно од Бутмира, док је Сарајево сјевероисточно. Између Сарајева и Бутмира се налази Међународни аеродром Бутмир, главни аеродром Босне и Херцеговине.

## Историја
Бутмир је најпознатији по археолошким налазиштима који потичу из неолита. Људи који су живјели тамо пре око 4500 година створили су посебну културу која је данас позната по називу Бутмирска култура.
Једном годишње овде су се одржавале трке коња.
У Бутмиру се налази важна база НАТО пакта. Центар за обуку Бутмир је основан априла 2005. у партнерству 12 земаља.

### Бутмирска култура
Бутмирска култура је култура млађег неолита у централној Босни, која је заузимала шири простор него Какањска група. Осим локалитета у Бутмиру, налазишта ове културе су и Обре, Околиште, Кисељак.
У Бутмиру је откривен велики број земуница из периода Бутмирске културе. Неке су имале огњишта у унутрашњости.
Сахране су биле у оквиру насеља, без прилога, а скелети су дјечји. Положај скелета је згрчен или опружен на леђима.
Керамика је веома декоративна и разноврсна. Дели се на: фину керамику, карактеристични облици су: лоптасте вазе, цилиндрчне вазе са извијеним ободом и крушколике вазе. Затим је јавља Фина црноглачана керамика (биконичне шоље и зделе, заобљене шоље и зделе, вазе на нози), спирално-тракаста (најизразитија врста, јављају се лоптасте вазе, биконичне зделе и шоље, крушколике вазе. Мотиви су спиралоидни, тракасти, бијела инкрустрација на великој површини. У другој фази ове културе керамика је хварско-лисичићког типа (заобљене зделе и шоље са ненаглашеним ободом, лоптасте вазе са прстенастом ногом). У посљедњој фази долази до дегенерације бутмирског стила.
У Бутмиру је откривена и пластика, углавном су то реалистичне људске представе.